# Pete Hill
John Preston Hill, detto Pete (Contea di Culpeper, 12 ottobre 1882 – Buffalo, 19 dicembre 1951), è stato un giocatore di baseball statunitense che ha giocato nel ruolo esterno nelle Negro League. È stato introdotto nella National Baseball Hall of Fame nel 2006.

## Carriera
Hill era considerato il miglior giocatore di tre delle squadre più talentuose ad avere giocato nelle Negro league. L'autore William NcNeil definì Hill "la prima superstar nera del baseball", citando la sua velocità, il suo braccio potente e l'alta media battuta (chiuse la carriera con un complessivo .326). Trascorse la maggior parte dei suoi anni come giocatore nelle squadre del pioniere delle Negro league Rube Foster. Foster solitamente costruiva le sue squadre ad attorno a Hill.

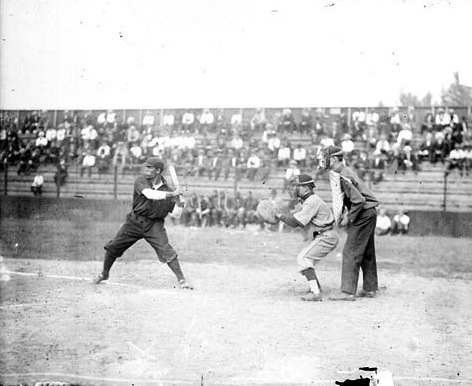
Hill in battuta per i Leland Giants nel 1909

Dal 1904 al 1907, Hill la stella dei Philadelphia Giants di Sol White. In quel periodo, come molti altri giocatori delle, trascorse del tempo anche in altre leghe, in particolare in quella cubana. Nel 1910-11, guidò la lega con una media battuta di .365).
Foster in seguito decise di formare i Chicago American Giants, prendendo i migliori giocatori dei suoi Leland Giants, incluso Hill, che nominò capitano. Nel primo anno di esistenza della squadra, Hill fu uno dei suoi migliori battitori, affrontando anche lanciatori di alto livello come Eddie Plank, Chief Bender, Nap Rucker e Mordecai Brown.
Cumberland Posey, proprietario degli Homestead Grays e famoso giocatore, manager e dirigente afroamericano, una volta definì Hill "il battitore più consistente della sua epoca." Hill era noto per la potenza delle sue battute, anche se il numero dei suoi fuoricampo e dei punti battuti a casa non sono noti con precisione, come per molti altri giocatori delle Negro league.
Mentre giocava per Foster, i due strinsero una profonda amicizia e nel 1919, Foster chiese a Hill di diventare giocatore/manager degli appena formati Detroit Stars. Hill allora aveva 36 anni ma accettò l'offerta. Nel suo terzo anno guidò la squadra con una media battuta di .388. In seguito giocò con altre tre squadre delle Negro league, continuando a giocare anche in altre leghe. Dopo la carriera da giocatore, rimase nel mondo del baseball come dirigente.